# Спрингдейл (тауншип, Миннесота)
Спрингдейл (англ. Springdale) — тауншип в округе Редвуд, Миннесота, США. На 2000 год его население составило 215 человек.

## География
По данным Бюро переписи населения США площадь тауншипа составляет 92,9 км², из которых 92,7 км² занимает суша, а 0,1 км² — вода (0,14 %).

## Демография
По данным переписи населения 2000 года здесь находились 215 человек, 77 домохозяйств и 64 семьи.  Плотность населения —  2,3 чел./км².  На территории тауншипа расположено 88 построек со средней плотностью 0,9 построек на один квадратный километр. Расовый состав населения: 98,60 % белых и 1,40 % азиатов.
Из 77 домохозяйств в 36,4 % воспитывались дети до 18 лет, в 77,9 % проживали супружеские пары, в 2,6 % проживали незамужние женщины и в 15,6 % домохозяйств проживали несемейные люди. 15,6 % домохозяйств состояли из одного человека, при том 9,1 % из — одиноких пожилых людей старше 65 лет. Средний размер домохозяйства — 2,79, а семьи — 3,05 человека.
30,2 % населения — младше 18 лет, 3,7 % — в возрасте от 18 до 24 лет, 25,1 % — от 25 до 44, 26,0 % — от 45 до 64, и 14,9 % — старше 65 лет. Средний возраст — 42 года. На каждые 100 женщин приходилось 95,5 мужчин.  На каждые 100 женщин старше 18 приходилось 100,0 мужчин.
Средний годовой доход домохозяйства составлял 38 958 долларов, а средний годовой доход семьи —  42 813 долларов. Средний доход мужчин —  30 250  долларов, в то время как у женщин — 15 875. Доход на душу населения составил 19 001 доллар. За чертой бедности не находилась ни одна семья и 0,5 % всего населения тауншипа.